# Видимско пръскало
Видимското пръскало е водопад, намиращ се в Средна Стара планина, в резервата „Северен Джендем“, част от Национален парк „Централен Балкан“. Той е втори по височина водопад в България – 159.0 метра, след първенеца Дяволското пръскало (202.5 м).
Намира се в източната част на Северния Джендем. Водата му се събира от три поточета, извиращи малко под главното старопланинско било в района между седловината Пилешки полог и връх Юрушка грамада, течащи на северозапад. В началото те се спускат по тревистия склон, съединяват се и достигайки до отвесен скален венец, скачат от височина 159 метра.
Районът на Видимското пръскало е почти непристъпен, характеризира се с отвесни стени, шеметни пропасти и дълбоки урви, от които трудно се излиза, веднъж попаднал. Добро място за поглед към Пръскалото от разстояние е крайната точка на екопътеката „Видимско пръскало“. Отиването от тази точка до самото Пръскало е препоръчително само за опитни и добре подготвени планинари.
Реката, на която е Пръскалото – Пръскалската река (наричана също и Дясна Видима), и в по-ниската си, по-достъпна част е много живописна. След водослива с река Лява Видима двете продължават като река Видима.